# Laughton (Leicestershire)
Laughton – wieś w Anglii, w hrabstwie Leicestershire, w dystrykcie Harborough. Leży 18 km na południowy wschód od miasta Leicester i 126 km na północny zachód od Londynu.